# الفايزية (وادي الدواسر)
الفايزية، هي قرية من فئة (أ) تقع في محافظة وادي الدواسر، والتابعة لمنطقة الرياض في السعودية. وتبعد الفايزية عن محافظة وادي الدواسر بمسافة تقارب () كم.